# Francisco Javier Montero Rubio
Francisco Javier Montero Rubio, meglio noto come Javi Montero (Siviglia, 14 gennaio 1999), è un calciatore spagnolo, difensore del Malaga.

## Caratteristiche tecniche
Utilizzato principalmente come difensore centrale, all'occorrenza può agire anche da terzino sinistro.

## Carriera

### Club
Javi Montero all'età di 14 anni entra a far parte delle squadre giovanili dell'Atlético Madrid, lasciando il suo club AD Nervión. Nel 2018 viene convocato da Diego Simeone in prima squadra per disputare le amichevoli pre campionato. Esordisce indossando degli occhiali protettivi a causa di un infortunio subito nel 2017.
Montero fa il suo esordio in campionati professionistici il 23 settembre 2018, giocando da titolare nella vittoria per 4-2 dell'Atlético Madrid B contro il Navalcarnero. Debutta invece in prima squadra il 30 ottobre, in occasione del match di Coppa del Re contro il Sant Andreu vinto per 1-0, in cui disputa tutti i 90 minuti.
Il 6 novembre 2018 esordisce in Champions League, sostituendo l'infortunato José Giménez durante la partita contro il Borussia Dortmund vinta 2-0, valida per la fase a gironi. Quattro giorni dopo completa il trio di debutti, quando sostituisce Gelson Martins in occasione della vittoria casalinga per 3-2 in campionato contro l'Athletic Bilbao. Al termine della stagione 2018-19 viene inserito nell'Once de oro di Fútbol Draft.
Il 2 settembre 2019 viene ceduto in prestito annuale al Deportivo La Coruña, esordendo da titolare il 7 settembre in occasione della sconfitta interna per 0-1 contro l'Albacete.
Il 2 settembre 2020 viene ceduto nuovamente in prestito, questa volta ai turchi del Beşiktaş. Esordisce da titolare col club di Istanbul il 24 settembre, in occasione del match di qualificazione all'UEFA Europa League contro i portoghesi del Rio Ave perso ai rigori. Rientrato dal prestito, dopo aver svolto il pre campionato con l'Atlético viene ceduto a titolo definitivo nuovamente al Beşiktaş. Il 15 settembre 2021 mette a segno la sua prima rete da professionista, accorciando le distanze nella sconfitta finale per 1-2 rimediata dal Beşiktaş in Champions contro il Borussia Dortmund.
Il 15 gennaio 2023, Montero viene ceduto in prestito all'Amburgo, squadra che milita in  2. Bundesliga, fino al termine della stagione.

### Nazionale
Il 10 ottobre 2019 esordisce con la nazionale Under-21 spagnola, subentrando a Jorge Cuenca, durante un'amichevole contro i pari età della Germania.

## Statistiche

### Presenze e reti nei club
Statistiche aggiornate al 9 agosto 2024.
| Stagione        | Squadra             | Campionato      | Campionato | Campionato | Coppe nazionali | Coppe nazionali | Coppe nazionali | Coppe continentali | Coppe continentali | Coppe continentali | Altre coppe | Altre coppe | Altre coppe | Totale | Totale |
| Stagione        | Squadra             | Comp            | Pres       | Reti       | Comp            | Pres            | Reti            | Comp               | Pres               | Reti               | Comp        | Pres        | Reti        | Pres   | Reti   |
| --------------- | ------------------- | --------------- | ---------- | ---------- | --------------- | --------------- | --------------- | ------------------ | ------------------ | ------------------ | ----------- | ----------- | ----------- | ------ | ------ |
| 2018-2019       | Atlético Madrid B   | SDB             | 17+2       | 0          | -               | -               | -               | -                  | -                  | -                  | -           | -           | -           | 19     | 0      |
| 2018-2019       | Atlético Madrid     | PD              | 9          | 0          | CR              | 3               | 0               | UCL                | 2                  | 0                  | SU          | 0           | 0           | 14     | 0      |
| set. 2019-2020  | Deportivo La Coruña | SD              | 30         | 0          | CR              | 1               | 0               | -                  | -                  | -                  | -           | -           | -           | 31     | 0      |
| 2020-2021       | Beşiktaş            | SL              | 13         | 0          | TK              | 3               | 0               | UEL                | 1                  | 0                  | -           | -           | -           | 17     | 0      |
| 2021-2022       | Beşiktaş            | SL              | 17         | 1          | TK              | 3               | 0               | UCL                | 4                  | 1                  | SK          | 1           | 0           | 25     | 2      |
| 2022-gen. 2023  | Beşiktaş            | SL              | 3          | 0          | TK              | 1               | 0               |                    | -                  | -                  |             | -           | -           | 4      | 0      |
| Totale Beşiktaş | Totale Beşiktaş     | Totale Beşiktaş | 33         | 1          |                 | 7               | 0               |                    | 5                  | 1                  |             | 1           | 0           | 46     | 2      |
| gen.-giu. 2023  | Amburgo             | 2BL             | 4+1        | 0          | CG              | -               | -               | -                  | -                  | -                  | -           | -           | -           | 5      | 0      |
| ago. 2023-2024  | Arouca              | PL              | 29         | 1          | CP+CdL          | 3+2             | 0               | UECL               | -                  | -                  | -           | -           | -           | 34     | 1      |
| Totale carriera | Totale carriera     | Totale carriera | 123        | 2          |                 | 16              | 0               |                    | 7                  | 1                  |             | 1           | 0           | 147    | 3      |

### Cronologia presenze e reti in nazionale
| Cronologia completa delle presenze e delle reti in nazionale ― Spagna under 21 | Cronologia completa delle presenze e delle reti in nazionale ― Spagna under 21 | Cronologia completa delle presenze e delle reti in nazionale ― Spagna under 21 | Cronologia completa delle presenze e delle reti in nazionale ― Spagna under 21 | Cronologia completa delle presenze e delle reti in nazionale ― Spagna under 21 | Cronologia completa delle presenze e delle reti in nazionale ― Spagna under 21 | Cronologia completa delle presenze e delle reti in nazionale ― Spagna under 21 | Cronologia completa delle presenze e delle reti in nazionale ― Spagna under 21 |
| Data                                                                           | Città                                                                          | In casa                                                                        | Risultato                                                                      | Ospiti                                                                         | Competizione                                                                   | Reti                                                                           | Note                                                                           |
| ------------------------------------------------------------------------------ | ------------------------------------------------------------------------------ | ------------------------------------------------------------------------------ | ------------------------------------------------------------------------------ | ------------------------------------------------------------------------------ | ------------------------------------------------------------------------------ | ------------------------------------------------------------------------------ | ------------------------------------------------------------------------------ |
| 10-10-2019                                                                     | Cordova                                                                        | Spagna under 21                                                                | 1 – 1                                                                          | Germania under 21                                                              | Amichevole                                                                     | -                                                                              | 73’                                                                            |
| Totale                                                                         |                                                                                | Presenze                                                                       | 1                                                                              |                                                                                | Reti                                                                           | 0                                                                              |                                                                                |

## Palmarès

### Club

#### Competizioni nazionali
- Campionato turco: 1

Beşiktaş: 2020-2021
- Coppa di Turchia: 1

Beşiktaş: 2020-2021
- Supercoppa di Turchia: 2

Beşiktaş: 2021, 2024